# Bardana (reato)

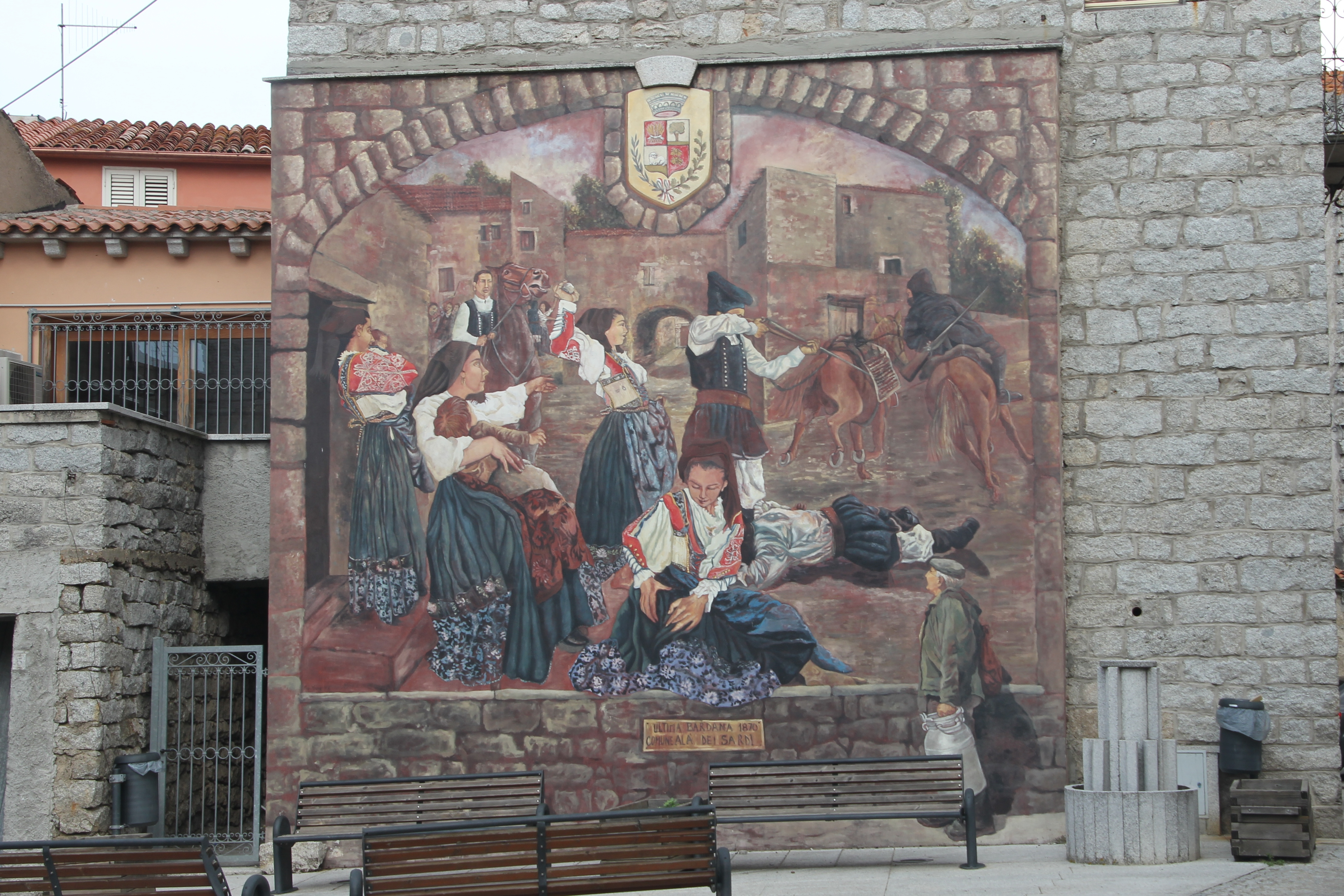
Murales ad Alà dei Sardi in ricordo dell'ultima bardana del 1870

La bardana (in lingua sarda dal germanico gualdana o waldana)
fu un reato diffuso in Sardegna nell'Ottocento. 

## Descrizione
Consisteva in una vera e propria cavalcata di decine di uomini armati che di notte convergevano su un villaggio, o un ricco stazzo, per rapinare la casa di uno o più possidenti, non il villaggio, uccidendo chi si opponeva.
Giunti nei posti prescelti, il capo (su bardaneri) faceva l'appello assicurandosi dell'identità dei componenti del gruppo. Se qualcuno mancava all'appuntamento, la bardana non aveva luogo come anche non veniva mai eseguita - per puro pregiudizio - di venerdì.
Talvolta le spedizioni erano composte da 50 oppure da 100 persone, provenienti da paesi anche molto lontani tra loro. Ben organizzati e determinati, seguendo precisi ordini, i vari gruppi si concentravano sul calar della notte nei dintorni del villaggio per poi muovere all'assalto sparando e uccidendo. Mentre assediavano la caserma dei carabinieri, gruppi scelti attaccavano le case delle vittime designate, di solito i maggiorenti dell'abitato. L'azione si concludeva con la fuga e ognuno rientrava nella propria casa dopo la spartizione del bottino.
Pressoché esclusive della Sardegna e molto frequenti in Barbagia e Gallura, verso la fine dell'Ottocento attraverso le "bardane" si portava a termine ogni forma di grassazione. Terminata la spedizione i componenti ritornavano al loro normale mestiere quotidiano conducendo una vita pacifica.
Non veniva costituita un'associazione per delinquere a carattere stabile, ma a carattere transitorio e questo tipo di reato veniva consumato a causa della mancanza o grave carenza di istituzioni statali a salvaguardia delle popolazioni civili. Con il progressivo rafforzamento delle forze dell'ordine italiane in Sardegna, all'inizio del Novecento le "bardane" tradizionali furono sostituite dai malavitosi con gli assalti alle auto e alle corriere.
Lo studioso Umberto Cardia definisce la bardana come: un'irruzione nelle pianure di popolazioni montanare delle Barbagie, mosse dal bisogno di pascoli e di cereali, spedizioni che sottendono tattica e strategia di guerra e non vanno semplicisticamente interpretate come operazioni di rapina.
L'editto delle chiudende piemontese fu recepito dai  sardi come un'ingiustizia storica e fu una delle cause del banditismo, una rivolta armata contro quella che venne definita una prepotenza a danno dei pastori e dei contadini da parte dalle classi più agiate.